# Qatchi'oun
Qatchi'oun ou Qatchioun (Хачиун en mongol) est un prince mongol, frère cadet de Gengis Khan.

## Biographie
D'après l'Histoire secrète des Mongols, Qatchi'oun est le troisième des quatre fils de Yesügei, le chef du clan des Bordjiguines, et de son épouse Hö'elün. Il est de quatre ans le cadet de Tèmudjin, le texte indiquant qu'il est âgé de cinq ans lorsque son frère en a neuf, l'année de la mort de leur père.
Les deux autres frères de Gengis Khan, Djötchi-Qasar et Tèmugè, sont fréquemment mentionnés dans l'Histoire secrète des Mongols comme ses fidèles compagnons, mais ce n'est pas le cas de Qatchi'oun.
Il a un fils nommé Eldjigidèi.